# Studies in Second Language Acquisition
Studies in Second Language Acquisition is een peer-reviewed tijdschrift dat driemaandelijks wordt gepubliceerd door Cambridge University Press. Het tijdschrift is in 1978 gestart onder leiding van Albert Valdman van de Indiana University. Anno 2019 is Susan Gass van Michigan State University de hoofdredacteur.
Volgens de Journal Citation Reports heeft het tijdschrift een impactfactor van 2016 van 2.044.